# Manuel Uquillas
Manuel Antonio Uquillas Silva (né le 19 novembre 1963 à Guayaquil en Équateur) est un  footballeur international équatorien, qui évoluait au poste d'attaquant.

## Biographie

### Carrière en sélection
Avec l'équipe d'Équateur, il joue 5 matchs (pour aucun but inscrit) entre 1991 et 1994. 
Il figure notamment dans le groupe des sélectionnés lors de la Copa América de 1991.

## Palmarès
Barcelona
- Championnat d'Équateur (5) :
  - Champion : 1987, 1989, 1991, 1995 et 1997.
  - Meilleur buteur : 1994 (25 buts) et 1995 (24 buts).